# Carrefour du Bout-des-Lacs
Le carrefour du Bout-des-Lacs est une voie située dans le 16e arrondissement de Paris, en France.

## Situation et accès
Il se trouve dans le bois de Boulogne.

## Origine du nom
La voie est ainsi nommée car elle se trouve à l'extrémité nord du lac Inférieur, l'un des deux lacs du bois de Boulogne.